# Bruggmanniella pisoniae
Bruggmanniella pisoniae är en tvåvingeart som först beskrevs av Ephraim Porter Felt 1912.  Bruggmanniella pisoniae ingår i släktet Bruggmanniella och familjen gallmyggor. Inga underarter finns listade i Catalogue of Life.